# Egyetemes Szeretet Egyháza
Az Egyetemes Szeretet Egyháza Gyurcsok József energetikai gyógyász által alapított és hivatalosan is bejegyzett egyház.

## Történetük
Tagsága egy időben több ezer fő körül lehetett, de az utóbbi időkben feltételezetten lemorzsolódhattak. A természetgyógyászati törvények szigorításával – mivel sokan nem rendelkeztek Magyarországon a megfelelő végzettséggel – több csoport egyházzá alakult. Így keletkezhetett valószínűleg a Gyurcsok József „hittel gyógyító”-féle Egyetemes Szeretet Egyháza, vagy a Kovács András csontkovács-féle Ősmagyar Táltos Egyház is.
Az egyház alapítóját perbe is fogták „gyógyító” tevékenysége miatt, sokak szerint ez Vágó István kezdeményezésére történt, akivel számos vitája, többek közt olyan is, amit közönség előtt kamerával rögzítettek. A per közben és utána sokáig nem lehetett látni a médiában.